# Kolva (Višera)
Kolva (rus. Колва) jer rijeka u Permskom kraju u Rusiji; cijelim svojim tokom teče kroz taj kraj.
Desna je pritoka rijeke Višere, u porječju rijeke Kame. Duga je 460 km, a površina njenog porječja je 13.500km². Od značajnijih gradova, na obalama ove rijeke se nalazi gradić Čerdinj.

## Promet
Površina ove rijeke se zamrzava početkom studenog i ostaje pod ledom sve do konca travnja odnosno početka svibnja. Plovna je 200-250 km od svog estuarskog ušća uzvodno za vrijeme plimne sezone. Po Kolvi je išao starinski put od Povolžja u Pečorski kraj.

## Vanjske poveznice
|  | Zajednički poslužitelj ima još gradiva o temi Kolva (Višera) |